# Du har nu sökt i många, många år
Du har nu sökt i många, många år är en psalm med text och musik från 1982 av Roland Utbult.

## Publicerad i
- Segertoner 1988 som nr 485 under rubriken "Att leva av tro - Kallelse - inbjudan".[1]